# Steppes de granite du Boug
Les steppes de granite du Boug sont une aire protégée en Ukraine, dans les boucles du Boug.
La rivière et ses affluents creusent le massif rocheux en formant de nombreux rapides. Le paysage alterne le tchernoziom et les roches nues.

## Histoire
La région regorge de sites archéologiques prouvant l'habitat dès le paléolithique.
Au XIXe siècle, Viktor Skarjynsky crée un arboretum. En 2008, le site est nommé dans la liste des Sept merveilles naturelles d'Ukraine (en).

## En quelques images

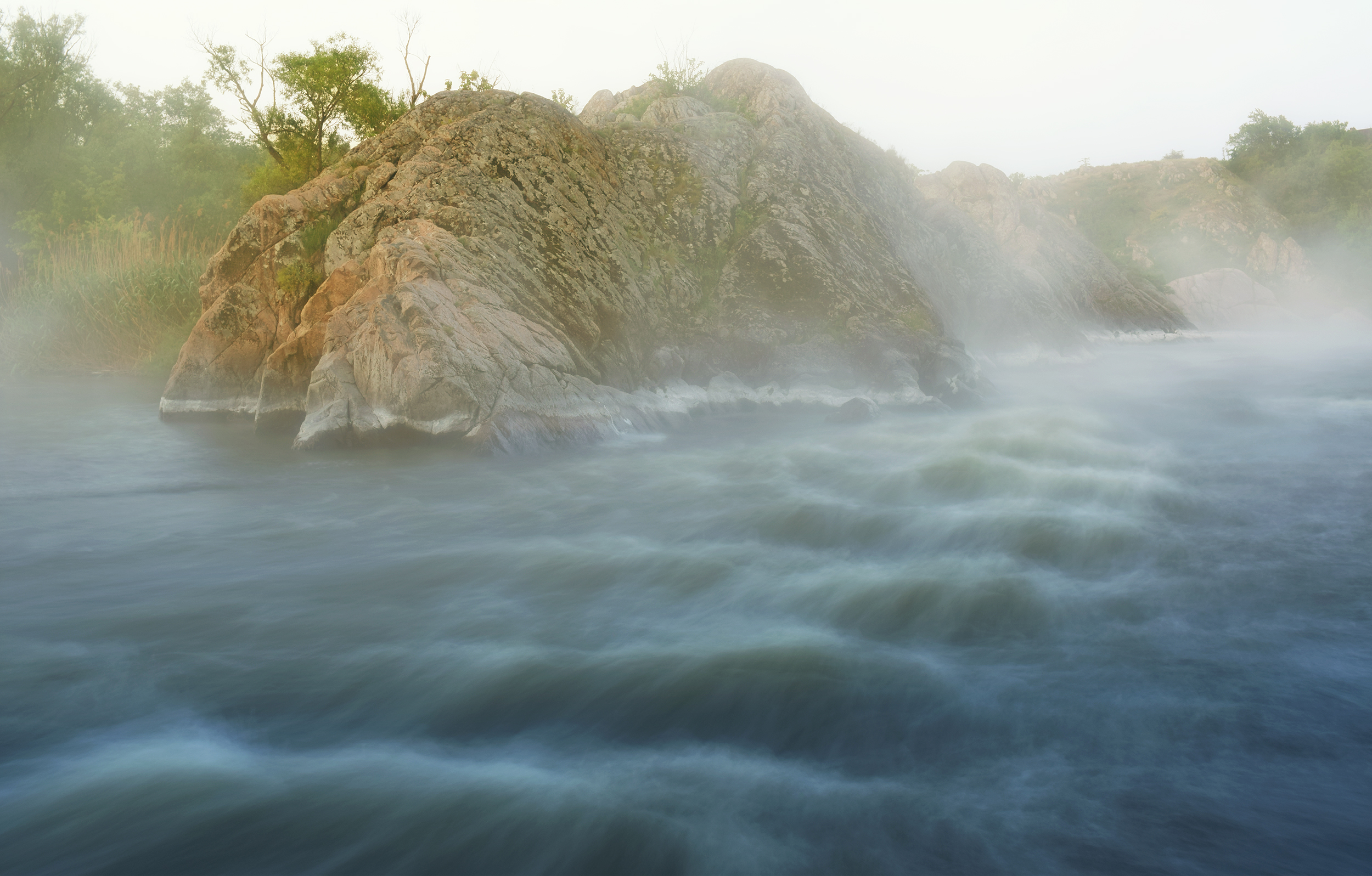
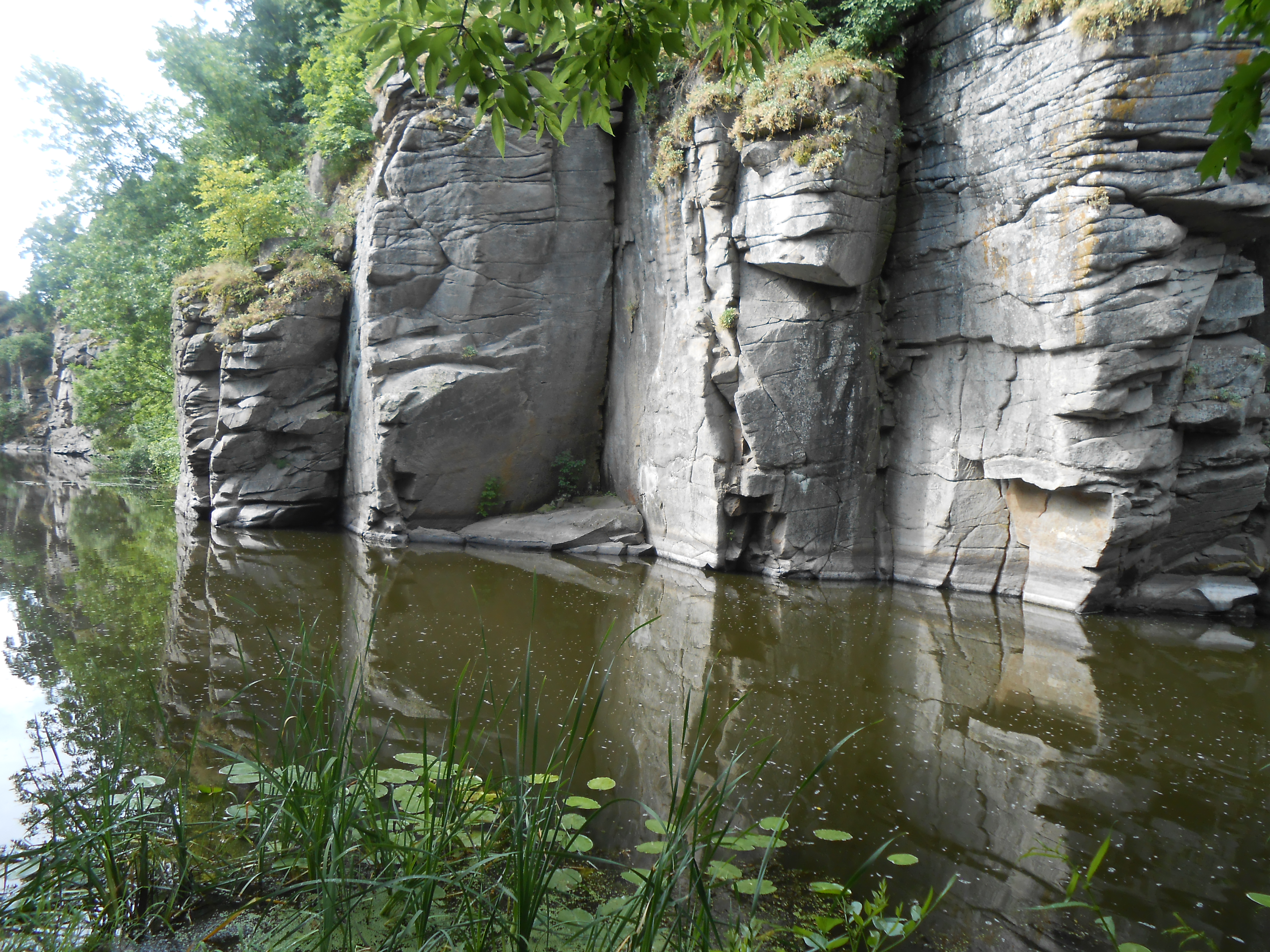
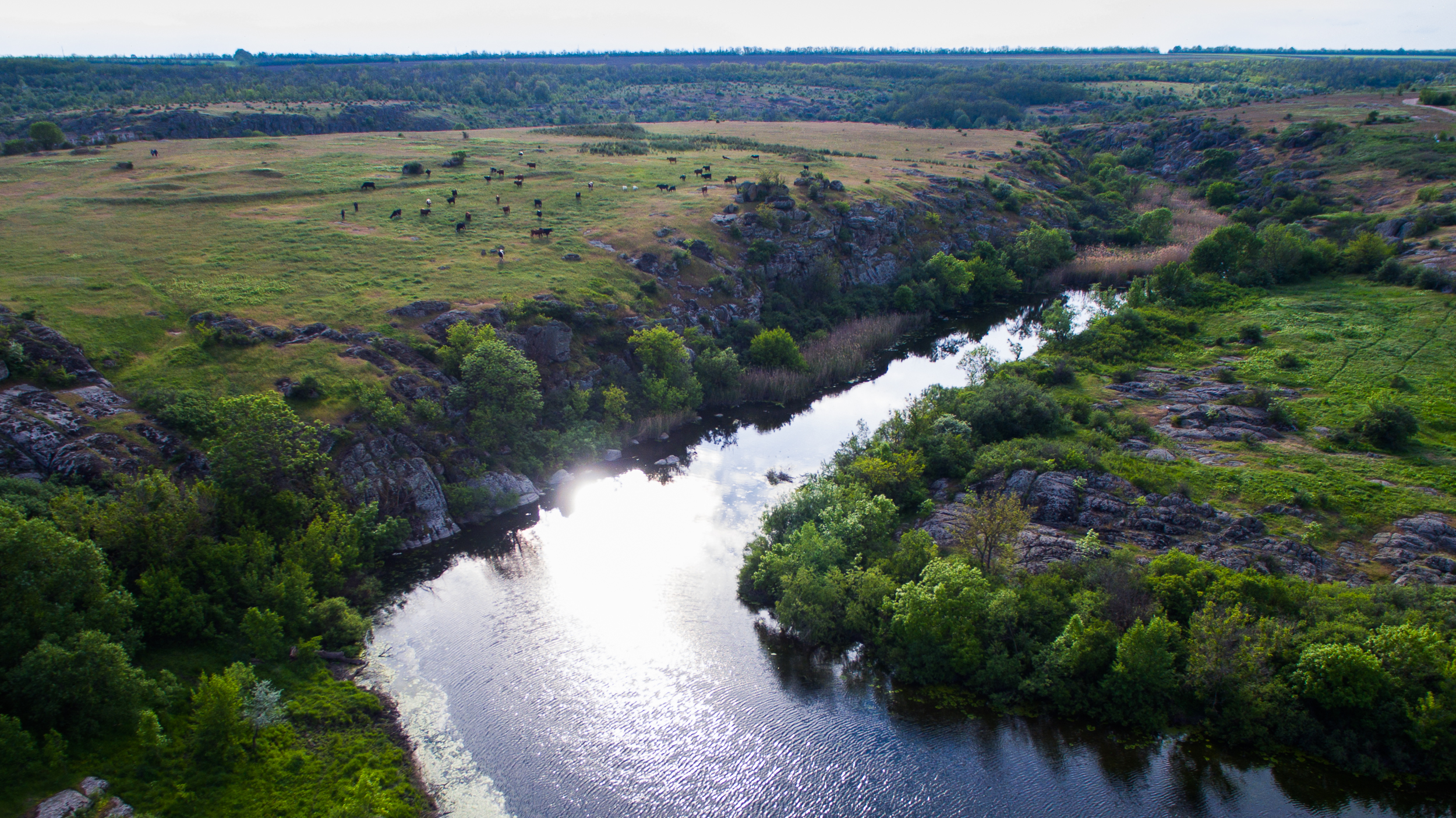
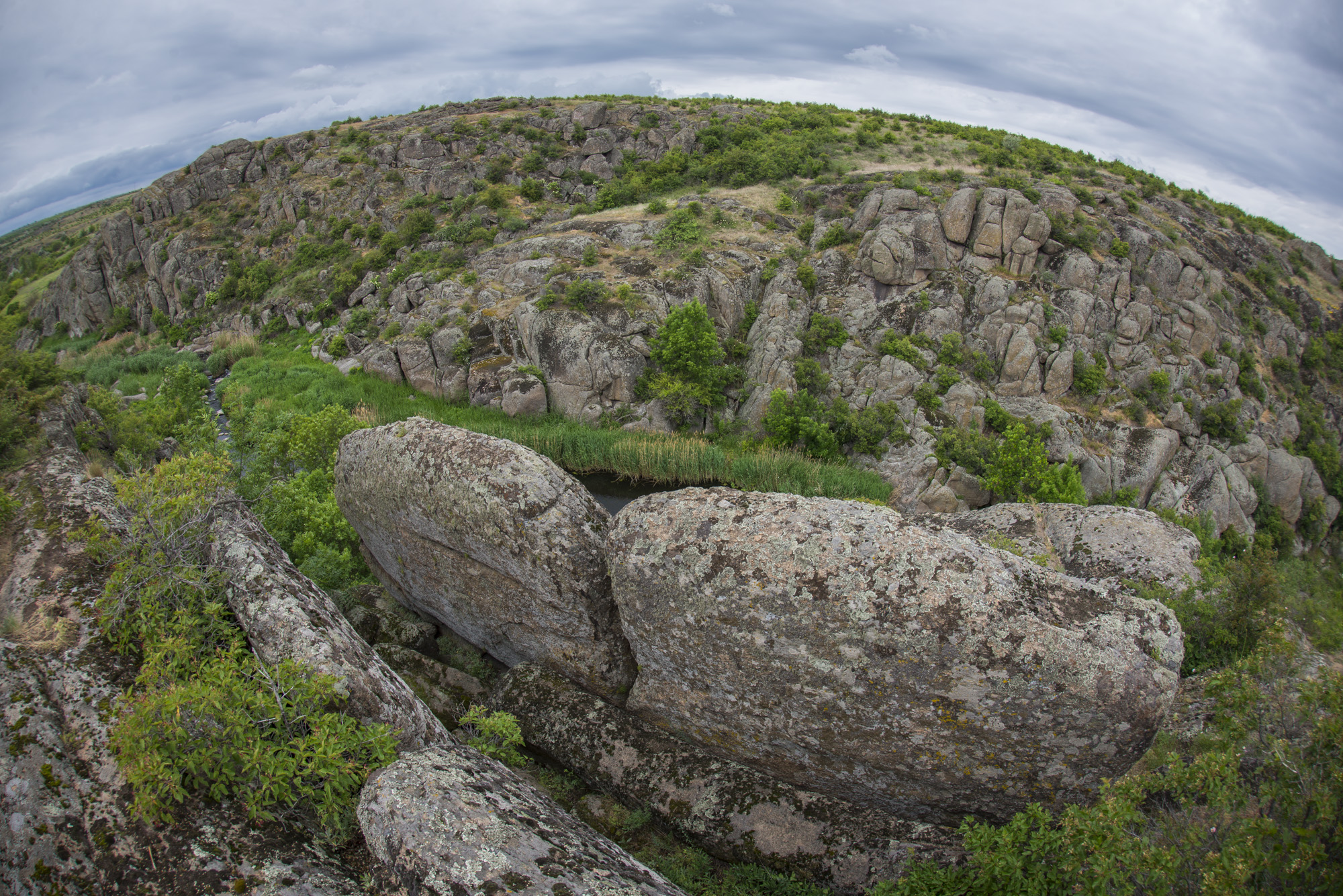
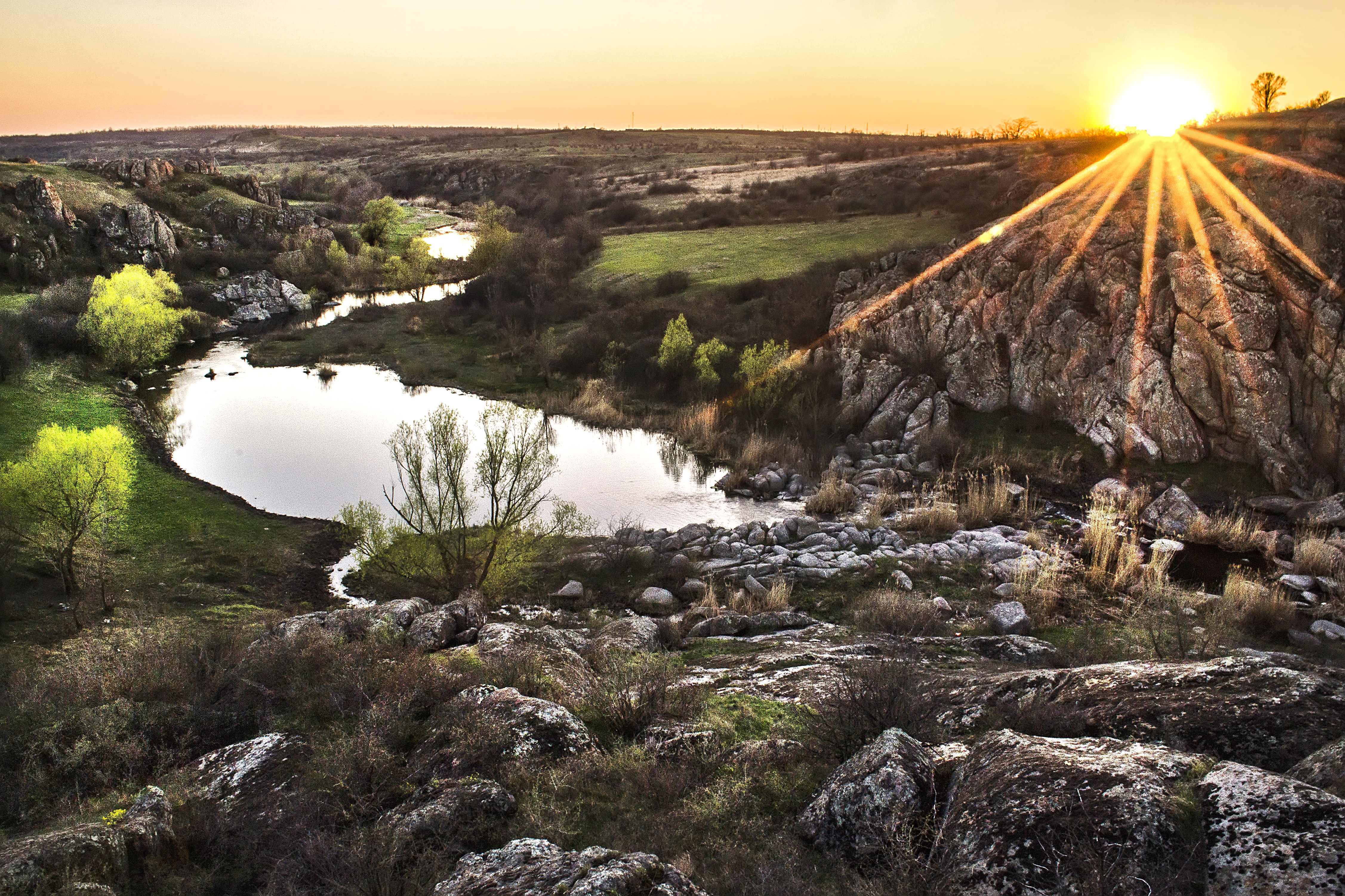
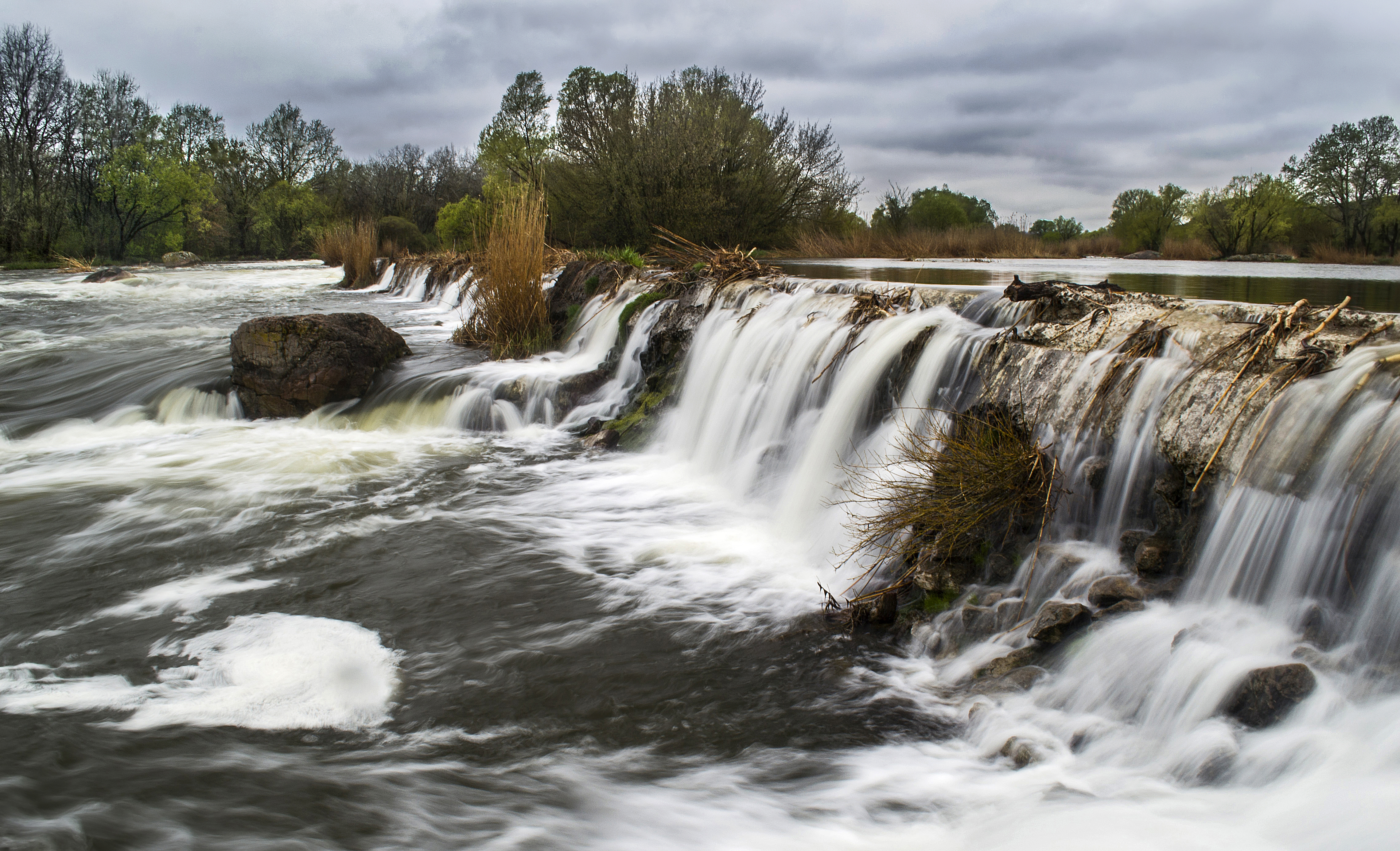
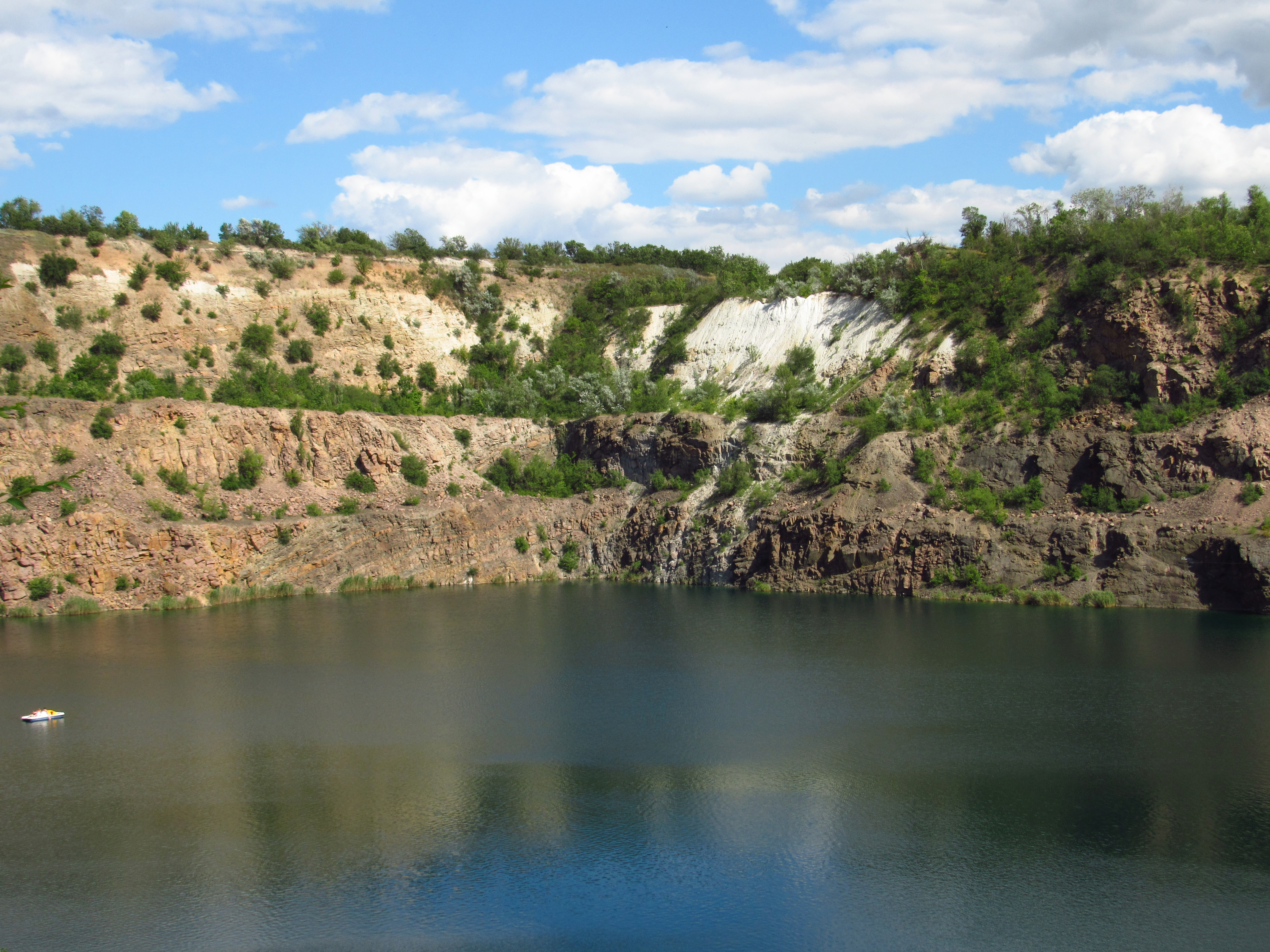